# عبد الله فيكتور فرحات
عبد الله فرحات (4 أكتوبر 1964 -)، سياسي لبناني. حاصل على إجازة في الحقوق، ودبلوم دراسات عليا في القانون الخاص من جامعة القديس يوسف. عمل أستاذاً محاضراً في الجامعة اليسوعيّة / القديس يوسف، وفي جامعة الحكمة وجامعة بيروت العربية، كما أنه عميد سابق لكلية الحقوق في جامعة الحكمة. كما إنه محام في الاستئناف.

## في السياسة
انتخب نائباً في مجلس النواب اللبناني بدورة عام 2000 عن دائرة بعبدا - عاليه عن اللقاء الديمقراطي، كما انتخب بدورة عام 2005، وعزف عن الترشح بدورة عام 2009 بعد عدم استطاعة النائب وليد جنبلاط بضمه ضمن لائحة تحالف 14 آذار في دائرة قضاء بعبدا.
ووزارياً فقد اختير في 17 نيسان / أبريل 2003 وزيرًا للمهجرين بحكومة الرئيس رفيق الحريري في عهد الرئيس إميل لحود، واستمر في منصبه حتى 9 أيلول / سبتمبر 2004 عندما جرى التمديد للرئيس لحود بالرئاسة، فاستقال من الحكومة بمعية وزراء اللقاء الديمقراطي مروان حمادة وغازي العريضي والوزير فارس بويز.